# Élections municipales de 1945 dans les Côtes-du-Nord
Les élections municipales dans les Côtes-du-Nord ont eu lieu les 29 avril et 13 mai 1945.

## Maires sortants et maires élus
| Commune              | Population | Maire élu            | Parti | Parti    |
| -------------------- | ---------- | -------------------- | ----- | -------- |
| Bégard               | 4 773      | François Clec'h      |       | SFIO     |
| Bourbriac            | 3 565      | Yves Le Couster      |       | PC       |
| Callac               | 3 373      | Louis Toupin         |       | Rad.     |
| Dinan                | 11 822     | Michel Geistdoerfer  |       | Rad.     |
| Erquy                | 2 905      | Amédée Guégan        |       | SFIO     |
| Glomel               | 3 289      |                      |       |          |
| Guingamp             | 8 663      | Pierre Milon         |       | SFIO     |
| Kérity               | 2 969      | Félix Babin          |       |          |
| Lamballe             | 5 048      | Charles Cœuret       |       | Rad.soc. |
| Lannion              | 6 584      | Georges Morand       |       | Rad.soc. |
| Loguivy-Plougras     | 2 544      | Jean Guyader         |       |          |
| Louargat             | 3 067      | Louis Lalès          |       | PC       |
| Loudéac              | 5 592      | Henri Cordier        |       | PRL      |
| Maël-Carhaix         | 2 776      | Joseph-Louis Huellou |       | Rad.     |
| Merdrignac           | 2 937      | Arsène Hélo          |       | Rad.soc. |
| Paimpol              | 2 528      | Aristide Ferlicot    |       | Rad.soc. |
| Penvénan             | 2 756      | Auguste Fourmand     |       | PC       |
| Perros-Guirec        | 4 605      | Julien Laforest      |       | SFIO     |
| Plédran              | 2 764      | Yves Redon           |       |          |
| Plémet               | 3 441      | Louis Martin         |       | JR       |
| Plénée-Jugon         | 2 923      | Eugène Bagot         |       |          |
| Pléneuf              | 3 112      | Alexandre Léveque    |       |          |
| Plérin               | 5 288      | Albert Bécherel      |       |          |
| Plessala             | 2 864      | Emmanuel Sérinet     |       | SFIO     |
| Plestin-les-Grèves   | 3 172      | François Quesseveur  |       | Rad.     |
| Pleubian             | 3 468      | François Marjou      |       | SFIO     |
| Pleudihen            | 2 758      | Mathurin Chevestrier |       | UDSR     |
| Pleumeur-Bodou       | 2 766      | Robert Guillou       |       |          |
| Plœuc                | 3 587      | Louis Morel          |       | SFIO     |
| Ploubazlanec         | 3 312      | Marcel Le Guyader    |       | SFIO     |
| Plouër               | 2 574      |                      |       |          |
| Plouézec             | 4 007      | Albert Flouriot      |       | PC       |
| Ploufragan           | 3 131      | Henri Montfort       |       | SFIO     |
| Plouha               | 4 427      | Francois Le Puluard  |       | PC       |
| Ploumagoar           | 2 517      | Jean Guillou         |       | SFIO     |
| Plounévez-Moëdec     | 2 622      | Yves Le Cam          |       | PC       |
| Pordic               | 2 905      | Jean Andouard        |       |          |
| Quintin              | 2 574      | Ambroise Chatelain   |       | Rép.ind. |
| Saint-Brieuc         | 31 640     | Charles Royer        |       | Centr.   |
| Saint-Quay-Portrieux | 3 048      | Roger Caillet        |       | SFIO     |
| Tréguier             | 3 090      | Arsène Étesse        |       | SFIO     |